# Breves respuestas a las grandes preguntas
Breves respuestas a las grandes preguntas —titulado originalmente en inglés Brief Answers to the Big Questions— es un libro de divulgación científica escrito por el físico Stephen Hawking y publicado por las editoriales Hodder & Stoughton y Bantam Books. David Jou Mirabent se encargó de la traducción al español, publicada por la Editorial Crítica.
El libro aborda algunos de los grandes misterios del universo y promueve la visión de que la ciencia es muy importante para resolver los problemas que acucian a la Tierra. De acuerdo con el editor, se trata de «una selección de las reflexiones más profundas, accesibles y oportunas [de Hawking], tomadas de su archivo personal». Su publicación requirió revisar cerca de medio millón de palabras de sus ensayos, conferencias y discursos. El libro estaba incompleto cuando el autor falleció en marzo de 2018, pero sus compañeros académicos, su familia y el Stephen Hawking State colaboraron en su puesta a punto.
El prólogo corrió a cargo de Eddie Redmayne, ganador del Óscar al mejor actor por la interpretación de Stephen Hawking en La teoría del todo, película de 2014. Kip Thorne, físico ganador del Premio Nobel, redactó una introducción. Finalmente, Lucy Hawking, hija del autor, se encargó del epílogo. Parte de la recaudación del libro fue destinada a la Motor Neurone Disease Association y a la Stephen Hawking Foundation.
El libro se divide en diez capítulos, en cada uno de los cuales se plantea una pregunta:
1. ¿Existe un Dios?
2. ¿Cómo comenzó todo?
3. ¿Hay otra vida inteligente en el universo?
4. ¿Podemos predecir el futuro?
5. ¿Qué hay dentro de un agujero negro?
6. ¿Es posible viajar en el tiempo?
7. ¿Sobreviviremos en la Tierra?
8. ¿Deberíamos colonizar el espacio?
9. ¿Será la inteligencia artificial más lista que nosotros?
10. ¿Cómo moldeamos el futuro?